# Liste der Monuments historiques in Floursies
Die Liste der Monuments historiques in Floursies führt die Monuments historiques in der französischen Gemeinde Floursies auf.

## Liste der Bauwerke
| Bezeichnung         | Beschreibung | Standort | Kennzeichnung | Schutzstatus | Datum | Bild           |
| ------------------- | ------------ | -------- | ------------- | ------------ | ----- | -------------- |
| Fontaine Saint-Éloi |              | (Lage)   | PA00107532    | Inscrit      | 1932  | weitere Bilder |